# Dinastija Ljang
Dinastija Ljang (kitajsko: 梁朝; pinjin: Liáng Cháo), znana tudi kot  Južni Ljang (kitajsko: 南梁; pinjin: Nán Liáng) ali Šjao Ljang (kitajsko: 萧梁; pinjin: Xiāo Liáng)  je bila kitajska cesarska dinastija, tretja od štirih južnih dinastij v obdobju severnih in južnih dinastij. Njena predhodnica je bila dinastija Južni Či, naslednica pa dinastija Čen. Glavno mesto dinastije je bil Džjankang na ozemlju sodobnega Nankinga. Ustanovitelj dinastije je bil Šjao Jan iz klana Šjao, ki je najprej prevzel oblast v Južnem Čiju. Po odstavitvi cesarja Čija je zavladal kot cesar Vu Di  in vladal je 47 let. 

## Zgodovina
Leta 548 sta se princ Henana Hov Džing  in princ Linheja Šjao Džengde, nečak in dedič cesarja Vuja iz Ljanga, uprla. Hov Džing je na cesarski prestol posedel Šjao Džengdeja in ga naslednje leto odstavil in ubil. Cesarja Vuja je zaprl v hišni pripor in sam prevzel oblast. V cesarjevem imenu je razpustil vojaške enote, ki so mu nasprotovale. Leta 550 je cesar Vu umrl. Hov Džing je na njegovo mesto postavil cesarjevega tretjega sina Džjanvena, ki je bil prav tako v hišnem priporu. Vse tiste, ki se mu niso hoteli pokoriti, je poskušal zatreti.
Princi Ljanga Hov Džinga niso poskušali odstraniti z oblasti, ampak so se med seboj bojevali za oblast in celo ubijali. 
Leta 551 je Hov Džing prisilil cesarja Džjanvena, da je odstopil v korist svojega pranečaka Šjao Donga. Cesarja je nato ubil, Šjao Donga pa prisilil k odstopu v njegovo korist. Hov Džing je nato ustanovil dinastijo, znano kot Han. Leta 552 je dinastijo Han uničil Šjao Ji in zase zahteval cesarski naslov. Kot cesar Juan je svojim podrejenim ukazal, da ubijejo Šjao Donga in njegova mlajša brata. Hov Džingu je uspelo odstraniti Šjao Jija, vendar se je moral zato povezati z Zahodnim Vejem, ki je nato zasedel provinco Ji (Sečuan). 
Leta 553 je dinastijo Ljang napadel Severni Či, da bi za cesarja postavil Šjao Tuija, nečaka cesarja Vuja, vendar mu to ni uspelo.  
Ko so se odnosi med cesarjem Juanom in Zahodnim Vejem poslabšali, je vojska Zahodnega Veja leta 555 oplenila Džjangling in prisilila cesarja Juana, da se preda. Po predaji so cesarja in njegove sinove pobili in za cesarja (Zahodnega) Ljanga s sedežem v  Džjanglingu postavila Šjao Čaja.
Generali dinastije Ljang pod vodstvom Vang Sengbjana so nameravali za cesarja ustoličiti Šjao Fangdžija,  edinega živečega sina cesarja Juana, vendar jih je vojska Severnega Čija premagala in jih prisilila, da so za cesarja priznali Šjao Juanminga, markiza Džengjana. Vang Sengbjan je bil v napadu generala Čen Bašjana ubit, Šjao Juanming pa zatem prisiljen odstopiti v korist Šjao Fangdžija. Slednji je vladal kot cesar Džing. 
Čen Bašjan je leta 557 ustanovil novo močno dinastijo Čen, ki je leta 560 premagala Šjao Džuanga. Slednji je pobegnil v Severni Či in leta 570 postal princ Ljanga. Majhna in šibka država Zahodni Ljanga je obstajala do leta 587, ko jo je uničila dinastija Sui. 
Leta 617 se je za cesarja Ljanga razglasil Šjao Šjan zahodnega cesarskega klana Ljang. Njegovo kraljestvo je leta 621 uničila dinastija Tang.

## Portreti občasnih darovalcev
Portreti občasnih darovalcev cesarju Juanu iz Ljanga iz 6. stoletja so najzgodnejša ohranjena od teh posebej pomembnih slik. Na portretih so veleposlaniki podložnih držav in plemen v letih 516–520. Izvirnik dela je bil izgubljen. Edina ohranjena kopija tega dela je iz obdobja dinastije Song v 11. stoletju in je trenutno shranjena v Narodnem muzeju Kitajske. Prvotno delo je obsegalo vsaj petindvajset portretov veleposlanikov. Na kopiji iz dinastije Song je dvanajst portretov in trinajst opisov odposlancev. Na sliki manjka portret veleposlanika Dangčanga.
Od desne proti levi so upodobljeni predstavniki Heftalitov, Perzije, Baekje (Koreja), Kuče, Vaja (Japonska), Langkasuke (Malezija), Čjangov, Jarkandskega kanata, Kabadijana, Kunduzov, Balha in Mohejev.

## Umetnostna dediščina
Grobnice številnih članov vladajoče družine Šjao se nahajajo v okolici Nankinga. Najboljši ohranjeni primeri monumentalnih kipov dinastije Ljang so verjetno ob grobnici cesarja Šjao Šjuja (vladal 475–518) vzhodno od Nankinga.
- Grobnice dinastije Ljang
- Biši v grobnici Šjao Honga
- Biši v grobnici Šjao Dana
- Krilati zmaj v grobnici Šjao Huija
- Biši v bližini grobnici Šjao Džinga, ikona Nankinga
- Želva v grobnici Šjao Šjuja

## Cesarji
| Posmrtno ime | Osebno ime    | Obdobje vladanja | Imena vladarskih obdobij |
| ------------ | ------------- | ---------------- | --- |
| Vu           | Šjao Jan      | 502–549          | Tjandžjan (天監) 502–519 Putong (普通) 520–527 Datong (大通) 527–529 Džongdatong (中大通) 529–534 Datong (大同) 535–546 Džongdatong (中大同) 546–547 Tajčing (太清) 547–549 |
| Džjanven     | Šjao Gang     | 549–551          | Dabao (大寶) 550–551 |
| –            | Šjao Dong     | 551–552          | Tjandženg (天正) 551-552 |
| Juan         | Šjao Ji       | 552–555          | Čengšeng (承聖) 552–555 |
| –            | Šjao Juanming | 555              | Tjančeng (天成) 555 |
| Džing        | Šjao Fangdži  | 555–557          | Šaotaj (紹泰) 555–556 Tajping (太平) 556–557 |